# Xune Elipe
Xulio Andrés Elipe Raposo (Avilés, Espagne, 1962), mieux connu comme Xune, est un chanteur et producteur discographique asturien, leader du groupe Dixebra.